# McGuinn, Clark & Hillman
McGuinn, Clark & Hillman waren een Amerikaanse rock-supergroep, bestaande uit Roger McGuinn, Gene Clark en Chris Hillman, die allemaal voormalige leden van de band The Byrds waren. De supergroep werd opgericht in 1977 en was gedeeltelijk gemodelleerd naar Crosby, Stills, Nash & Young en in mindere mate The Eagles. Ze waren commercieel redelijk succesvol in de Verenigde Staten met hun debuutalbum, dat nummer 39 bereikte in de Billboard Top LPs & Tapes-hitlijst en de single Don't You Write Her Off bereikte nummer 33 in de Billboard Hot 100.
Clark verliet de band eind 1979 vanwege zijn toenemend drugsgebruik en verslechterende mentale toestand en nam daarom alleen deel aan de opname van twee albums met de groep. Een derde album werd eind 1980 uitgebracht en alleen aan McGuinn en Hillman toegeschreven, waarna het duo begin 1981 uit elkaar ging.

## Bezetting
- Roger McGuinn (leadgitaar, ritmegitaar, zang, 1977–1981)
- Gene Clark (ritmegitaar, zang, 1977–1979)
- Chris Hillman (basgitaar, ritmegitaar, zang, 1977–1981)

## Geschiedenis

### The Byrds
The Byrds werden geformeerd in 1964 met leadgitarist Roger McGuinn, bassist Chris Hillman en belangrijkste songwriter Gene Clark. De band was een pionier in het muzikale genre folkrock met hun cover Mr. Tambourine Man van Bob Dylan, die in 1965 een wereldwijde nummer 1-hit werd. Het lied was de eerste folkrock-hit en luidde een periode van enorm commercieel succes voor de band in. De albums Mr. Tambourine Man en Turn! Turn! Turn! volgden, samen met de hitsingles All I Really Want to Do en Turn! Turn! Turn! (waarvan de laatste de nummer 1-positie in de Amerikaanse hitlijsten bereikte).
Begin 1966 verliet Clark The Byrds vanwege problemen in verband met spanningen, zijn toenemende isolement binnen de band en zijn vliegangst, waardoor het moeilijk voor hem was om het reisschema van de band bij te houden. Na het vertrek van Clark, dienden The Byrds als wegbereider voor de muzikale subgenres van psychedelische rock en countryrock, hoewel hun populariteit begon af te nemen bij het reguliere poppubliek. Toch werden ze door veel critici beschouwd als de voorvaderen van de rock-underground eind jaren 1960.
The Byrds ondergingen veel personeelswisselingen aan het eind van de jaren 1960 en het begin van de jaren 1970, waarbij Hillman de band eind 1968 verliet en McGuinn het enige constante lid van de band bleef. De band ontbond uiteindelijk medio 1973, na een reünie van de oorspronkelijke bezetting. Tussen 1973 en 1977 vestigde McGuinn zijn eigen solocarrière, bracht hij een aantal soloalbums uit en nam hij deel aan de Rolling Thunder Revue van Bob Dylan. Hillman was lid geweest van The Flying Burrito Brothers en Manassas nadat hij The Byrds de eerste keer had verlaten. Na de reünie van 1973 werd hij lid van de Souther-Hillman-Furay Band en bracht hij de soloalbums Slippin' Away (1976) en Clear Sailin' (1977) uit. Clark was begonnen aan een veelgeprezen maar commercieel mislukte solocarrière na het verlaten van The Byrds in 1966 en na de reünie van 1973 bracht hij de albums No Other (1974) en Two Sides to Every Story (1977) uit, die opnieuw met enthousiaste recensies werden ontvangen, maar de verkoop liet te wensen over.

### Live optredens (1977)
In maart 1977 werd een eenentwintigste Europese tournee aangekondigd waarin Clark, Hillman en McGuinn samen zouden optreden als soloartiesten. Hoewel er vanaf het begin in de pers veel werd gespeculeerd over een mogelijke reünie van de drie ex-Byrds op het podium, maakte de publiciteit voor de tournee duidelijk dat elke artiest zijn eigen bands zou leiden en het podium niet met de anderen zou delen. In werkelijkheid hadden alle drie de muzikanten echter een contract getekend met de toerpromotor waarin stond dat een mini-Byrds-reünie op het podium verplicht was aan het einde van elke show, hoewel dit werd genegeerd voor alle uitvoeringen op één na.
De tournee, die begon in Dublin op 27 april 1977, bevatte Clark ondersteund door zijn KC Southern Band, Hillman als frontman van de Chris Hillman Band en McGuinn met zijn tourneeband Thunderbyrd. Vanaf het begin werd de tournee geplaagd door geluids- en logistieke problemen en een show op 29 april in Birmingham moest worden geannuleerd omdat de muzikanten niet konden verschijnen als gevolg van problemen met de douane. Bovendien waren de relaties tussen de drie headline-muzikanten ijzig, waarbij de ex-Byrds nauwelijks met elkaar spraken.
Op 30 april, tijdens de eerste van twee uitverkochte avonden in het Londense Hammersmith Odeon, vond de veel besproken reünie plaats toen McGuinn Clark en Hillman op het podium uitnodigde om de nummers So You Want to Be a Rock 'n' Roll Star, I'll Feel a Whole Lot Better, Mr. Tambourine Man en Eight Miles High van The Byrds uit te voeren. De BBC nam beide Hammersmith Odeon-concerten op en zond bijna een jaar later, op 8 april 1978, een uur aan hoogtepunten uit als onderdeel van hun In Concert-programma. In 1997 werd in Londen de dubbel-cd-compilatie 3 Byrds Land uitgebracht van nummers van de twee avonden door Strange Fruit Records.
De reünie op het podium vond niet plaats tijdens de tweede show in Londen en ook niet bij de volgende twee optredens in Manchester en Leeds. De dag na de show in Leeds stopte Hillman onverwacht met de tournee, daarbij verwijzend naar contractbreuk door het tourneebureau Cream International Artists. Hoewel McGuinn en Clark nog een concert samen voltooiden in Glasgow, Schotland, werd de tournee geannuleerd.

### Als trio (1977-1978)
Ondanks de achtergrondpolitiek van de Europese tournee en de uiteindelijke annulering, dienden de shows om de wens van de drie muzikanten om weer samen te werken nieuw leven in te blazen. Bij terugkeer naar de Verenigde Staten werden er regelingen getroffen voor McGuinn en Clark om samen te toeren als een akoestisch duo in oktober 1977. De nummers die het duo koos om tijdens de tournee uit te voeren, bevatten materiaal uit hun respectievelijke solocarrières, een paar Dylan-covers en de Byrds-hits So You Want to Be a Rock 'n' Roll Star, Chestnut Mare en Eight Miles High.
Terwijl de McGuinn and Clark-tournee van oktober tot november voortduurde, werden er regelingen getroffen om Hillman tegen het einde van het jaar aan de bezetting toe te voegen en het permanente trio McGuinn, Clark & Hillman te formeren (volgens McGuinn naar het model Crosby, Stills, Nash & Young en The Eagles). Rogan heeft gespeculeerd dat deze beslissing werd ingegeven door het gebrek aan commercieel succes dat de drie muzikanten in hun recente solowerk hadden bereikt en het besef dat hun marktpositie aanzienlijk zou verbeteren door samen te werken.
Op 7 december 1977 voegde ex-Byrd David Crosby zich bij McGuinn en Clark op het podium van het Boarding House in San Francisco voor een reeks Byrds-hits. Aan het begin van 1978 was Hillman een volwaardig lid van het trio geworden en de drie ex-Byrds, die akoestische gitaren speelden, verschenen als openingsact bij het Canadese optreden van Eric Clapton tijdens diens Slowhand-tournee. Op 2 februari 1978 werd het trio opnieuw vergezeld op het podium van het Boarding House door Crosby voor een optreden dat werd opgenomen en vervolgens werd uitgegeven als het album Doin' Alright for Old People.
De media pikten Crosby's optreden met het trio op en hoewel er geruchten waren over een volledige Byrds-reünie in de muziekpers, liep het uiteindelijk op niets uit. McGuinn, Clark & Hillman hadden geen interesse in het hervormen van The Byrds en wilden juist afstand nemen van hun voormalige band, ondanks de aanwezigheid van materiaal van The Byrds in hun liverepertoire. Meer optredens van McGuinn, Clark & Hillman volgden en in juni begonnen ze aan een uitgebreide tournee door Japan, Nieuw-Zeeland en Australië. Het nieuws over de activiteiten van de ex-Byrds leidde tot een aantal toenaderingen van platenmaatschappijen, waaronder Asylum Records, Arista Records en het voormalige label Columbia Records van The Byrds. Uiteindelijk tekende het trio een deal voor zes albums met Capitol Records en begon ze hun debuutalbum op te nemen.

### Studio-opnamen (1978-1980)
McGuinn, Clark & Hillman gingen in november 1978 de Criteria Studios in Miami binnen met de producenten Ron en Howard Albert om aan hun eerste album te werken. Capitol drong aan op de benoeming van de gebroeders Albert, die het Manassas-album van Stephen Stills hadden ontworpen en CSN van Crosby, Stills & Nash uit 1977 produceerden, om ervoor te zorgen dat het album een strak, eigentijds geluid zou hebben. Als zodanig werd de beslissing genomen om weg te blijven van het kenmerkende Byrds-geluid van McGuinns twaalfsnarige Rickenbacker-gitaar en in plaats daarvan te focussen op een door disco beïnvloed popgeluid uit de late jaren 1970. Desalniettemin heeft auteur John Einarson opgemerkt dat de beroemde harmonieën van The Byrds nog steeds aanwezig waren, hoewel criticus William Ruhlmann erop wees dat ze in de studio werden versterkt door de stemmen van sessievocalisten Johnne Sambataro en Rhodes, Chalmers & Rhodes. Volgens Rogan werd de relatie tussen de drie muzikanten opnieuw gespannen terwijl ze aan het opnemen waren, waarbij het trio ontdekte dat ze weinig meer gemeen hadden als vrienden en als gevolg daarvan beschouwden ze de band als een zakelijk partnerschap of schijnhuwelijk.
Het naamloze album van McGuinn, Clark & Hillman werd in februari 1979 uitgegeven door Capitol Records en klom naar nummer 39 in de Billboard Top LPs & Tapes-hitlijst, wat een hogere hitklassering was dan de soloalbums van de belangrijkste leden hadden bereikt. De eerste single van het album was Don't You Write Her Off van McGuinn, dat in maart 1979 nummer 33 bereikte in de Billboard Hot 100. Er werden nog twee singles van het album genomen: het door Rick Vito geschreven Surrender to Me en Backstage Pass van Clark, maar geen van beide nummers wist de hitparade te bereiken.
Het album werd ondersteund door een uitgebreide internationale tournee, waarvan het Europese deel beslist succesvoller was dan de ingekorte reis van het trio in 1977. Echter, Clarks gezondheid begon te verslechteren en hij werd gedwongen zich terug te trekken uit een aantal liveoptredens. Hoewel de officiële reden voor de afwezigheid van Clark bij bepaalde shows een tandabces was, was zijn alcohol- en cocaïnegebruik tijdens de tournee in werkelijkheid zo erg geworden dat hij vaak fysiek niet in staat was op te treden of simpelweg niet kwam opdagen voor een avondconcert. Woedend door het gedrag van zijn collega, besloot Hillman dat hij niet langer met Clark kon samenwerken en eind 1979 liep de tournee stroef ten einde, terwijl McGuinn en Hillman alleen aan het bekvechten waren.
De positie van Clark in de groep was nog onzeker toen hij en zijn bandleden in november 1979 opnieuw de Criteria Studios boekten om hun tweede album op te nemen. Als gevolg hiervan waren de bijdragen van Clark aan de sessies beperkt, waarbij de songwriter alleen deelnam aan de opname van zijn eigen twee nummers. De wrijving tussen McGuinn en Hillman aan de ene kant en Clark aan de andere kant, die tijdens de laatste tournee van de band was begonnen, nam toe in de studio. Clark, die zich paranoïde en gedesillusioneerd voelde, begon aan een door drugs gevoede eetbui die resulteerde in grillig gedrag in de studio en uiteindelijk tot zijn vertrek uit de groep.
Naast het onvoorspelbare gedrag van Clark, kwamen tijdens de sessies voor het tweede album ook McGuinn en Hillman in conflict met de gebroeders Albert. De producenten hadden een nieuw album met fraai opgenomen hedendaagse pop voor ogen, maar het duo wilde een geluid dat meer aansloot bij hun liveoptredens en probeerde meer creatieve controle uit te oefenen, wat spanning tussen de twee partijen opriep.
Het album City werd in januari 1980 uitgebracht en werd toegeschreven aan Roger McGuinn and Chris Hillman featuring Gene Clark. Het bereikte nummer 136 in de Billboard albumhitlijst, maar de reactie van de muziekpers was opnieuw overwegend negatief. De twee singles One More Chance en City van het album werden uitgebracht, maar geen van beiden slaagde erin de hitlijsten te bereiken. Uiteindelijk was het geluid van het album grotendeels een weerspiegeling van het meer rock-'n-roll, Rickenbacker-gedreven geluid dat McGuinn en Hillman wilden.
Hoewel nu gereduceerd tot een duo, was City succesvol genoeg geweest om een derde albumpublicatie met Capitol te rechtvaardigen. McGuinn en Hillman werden toegewezen aan de gerenommeerde r&b-producenten Jerry Wexler en Barry Beckett, in de hoop dat ze het paar een toevalstreffer zouden kunnen bezorgen, maar McGuinn of Hillman waren niet blij met de resultaten. Ze waren van plan een conceptalbum op te nemen met als thema entertainment en hadden met dat concept in gedachten twaalf nummers geschreven en ze waren verbijsterd toen Wexler en Beckett alle, behalve drie van hun composities verwierpen ten gunste van materiaal van externe schrijvers.
Het album McGuinn/Hillman werd uitgebracht in september 1980 en kreeg slechte recensies en lage verkopen. Ondanks Capitols verlangen naar door Wexler en Beckett geproduceerde hits, waren de twee singles Turn Your Radio On en King for a Night die van het album werden genomen, beide McGuinn/Hillman-composities en beide haalden de Billboard Hot 100 niet.

### Ontbinding en nasleep (1981)
Na het uitbrengen van McGuinn/Hillman bleef het duo een tijdje samen rustige optredens spelen, soms ondersteund door drummer Tom Mooney en pedal steel-speler Sneaky Pete Kleinow van The Flying Burrito Brothers. Het noodlot bleef steken in februari 1981, toen Hillman achter de coulissen een kaderlid van Capitol Records fysiek aanviel tijdens een show in The Bottom Line in New York, waardoor McGuinn & Hillman door het label werden gedropt. Hoewel Hillman misschien het gevoel had dat er enige rechtvaardiging was voor zijn acties, aangezien de directeur had gesuggereerd dat McGuinn het duo moest opsplitsen en weer alleen zou gaan, beangstigde het vertoon van geweld McGuinn en hij besloot het duo te beëindigen, waarbij hij zwoer om nooit meer met Hillman te werken.
Na de breuk bracht McGuinn bijna een decennium door met het spelen van solo akoestische shows, voordat hij in 1991 zijn comeback-album Back from Rio uitbracht. Hillman keerde terug naar de bluegrass- en countrymuziek uit zijn vroege muzikale carrière en trad toe tot een supergroep met een gospel/christelijk thema met vrienden en voormalige bandleden Bernie Leadon, Jerry Scheff, Al Perkins en David Mansfield, met wie hij de albums Down Home Praise (1983)  en Ever Call Ready (1985) uitbracht. In 1985 formeerde hij de Desert Rose Band als springplank voor zijn eigen country-rocknummers met groot commercieel succes. Gene Clark verhuisde naar Hawaï in een poging zijn drugsverslaving de baas te worden en bleef daar tot eind 1981. In 1984 bracht hij het album Firebyrd uit, maar het kreeg weinig aandacht van critici of platenkopers. Vervolgens nam hij So Rebellious a Lover (1987) op met Carla Olson van de rootsrockband The Textones, die door critici goed werd ontvangen en een bescheiden commercieel succes werd (het was in feite het bestverkochte album van Clarks solocarrière).
Ondanks de gelofte van McGuinn om nooit meer met Hillman samen te werken, kwam het paar opnieuw samen (met David Crosby) om in januari 1989 een reeks reünieconcerten uit te voeren als The Byrds. Het trio nam in augustus 1990 ook vier nieuwe Byrds-nummers op voor opname op de boxset van The Byrds. Op 16 januari 1991 trad Clark toe tot McGuinn, Hillman, Crosby en Michael Clarke op het podium van het Waldorf-Astoria Hotel in New York voor de introductie van The Byrds in de Rock and Roll Hall of Fame. Vanaf 2022 blijven McGuinn en Hillman muzikaal actief.

## Overlijden
Clark overleed op 24 mei 1991 op 46-jarige leeftijd aan hartfalen, veroorzaakt door een bloedende maagzweer, hoewel jaren van alcohol- en drugsmisbruik, evenals een zware gewoonte om sigaretten te roken, ook bijdragende factoren waren.

## Discografie
Singles
- 1979: Don't You Write Her Off / Sad Boy
- 1979: Surrender to Me / Little Mama
- 1979: Backstage Pass / Bye Bye Baby
- 1980: One More Chance / Street Talk
- 1980: City / Deeper In
- 1980: Turn Your Radio On / Making Movies
- 1981: King for a Night / Love Me Tonight

Studioalbums
- 1979: McGuinn, Clark & Hillman
- 1980: City
- 1980: McGuinn/Hillman - Album door Roger McGuinn en Chris Hillman

Livealbum
- 1997: 3 Byrds Land in London - Live concert opnamen uit 1977

Compilaties
- 1992: Return Flight
- 1993: Return Flight II
- 2007: The Capitol Collection

### NPO Radio 2 Top 2000
| Nummer met noteringen in de NPO Radio 2 Top 2000 | '99  | '00 | '01  |
| ------------------------------------------------ | ---- | --- | ---- |
| Don't You Write Her Off                          | 1730 | -   | 1695 |

1. ↑  Een '-' betekent dat het nummer niet was genoteerd en een vetgedrukt getal geeft de hoogste notering aan.
2. ↑  Deze tabel is bijgewerkt tot en met de laatste editie (2024).